# Nathaniel P. Tallmadge
Nathaniel P. Tallmadge (Chatham, 1795. február 8. – Battle Creek, 1864. november 2.) az Amerikai Egyesült Államok New York államának szenátora.